# Velkua
Velkua è stato un comune finlandese di 245 abitanti, situato nella regione del Varsinais-Suomi. Il comune è stato soppresso nel 2009.
La lingua della municipalità è il finlandese.